# Шведський дивізіон 1 з хокею 1974—1975
Дивізіон 1: 1974—1975 — 31-й сезон у «Дивізіон 1», що був на той час найвищою за рівнем клубною лігою у шведському хокеї з шайбою. З наступного сезону цей турнір замінили на «Елітсерію».
У чемпіонаті взяли участь 16 клубів. Турнір проходив у два кола. У плей-оф 4 кращі клуби розіграли звання чемпіона.
Переможцем змагань став клуб Лександс ІФ.

## Регулярний сезон
|    | Команда                         | І  | В  | Н | П  | Ш       | О  |
| -- | ------------------------------- | -- | -- | - | -- | ------- | -- |
| 1  | «Брюнес» ІФ (Євле)              | 30 | 25 | 2 | 3  | 170–89  | 52 |
| 2  | Лександс ІФ                     | 30 | 25 | 1 | 4  | 196–101 | 51 |
| 3  | Шеллефтео АІК                   | 30 | 17 | 8 | 5  | 119–96  | 42 |
| 4  | Тімро ІК                        | 30 | 18 | 5 | 7  | 156–95  | 41 |
| 5  | МОДО АІК Ерншельдсвік           | 30 | 18 | 1 | 11 | 175–122 | 37 |
| 6  | «Фер'єстад» БК (Карлстад)       | 30 | 17 | 3 | 10 | 134–109 | 37 |
| 7  | «Вестра Фрелунда» ІФ (Гетеборг) | 30 | 16 | 3 | 11 | 134–118 | 35 |
| 8  | АІК Стокгольм                   | 30 | 16 | 2 | 12 | 139–118 | 34 |
| 9  | Седертельє СК                   | 30 | 15 | 3 | 12 | 143–118 | 33 |
| 10 | «Юргорден» ІФ (Стокгольм)       | 30 | 15 | 3 | 12 | 134–145 | 33 |
| 11 | ІФ «Б'єрклевен» (Умео)          | 30 | 9  | 4 | 17 | 109–152 | 22 |
| 12 | Мура ІК                         | 30 | 8  | 4 | 18 | 114–143 | 20 |
| 13 | Еребру ІК                       | 30 | 6  | 1 | 23 | 95–167  | 13 |
| 14 | Тінгсридс АІФ                   | 30 | 4  | 4 | 22 | 99–170  | 12 |
| 15 | Вестерос ІК                     | 30 | 5  | 2 | 23 | 83–163  | 12 |
| 16 | КБ Карлскуга                    | 30 | 2  | 2 | 26 | 94–188  | 6  |

## Плей-оф

### Півфінали
- Лександс ІФ – Шеллефтео АІК 4–2, 3–2
- «Брюнес» ІФ (Євле) – Тімро ІК 4–2, 1–6, 4–1

### Матч за 3-є місце
- Тімро ІК – Шеллефтео АІК 3–2, 2–6, 7–5

### Фінал
- Лександс ІФ – «Брюнес» ІФ (Євле) 3–2, 6–7, 3–2 OT

## Бомбардири
- Регулярний чемпіонат: Дан Седерстрем[en] — 57 (24+33);
- Плей-оф: Ларс-Йоран Нільссон[en] — 8 (4+4)[1].